# Kluse (Vohwinkel)
Kluse ist eine Ortslage im Westen der bergischen Großstadt Wuppertal.

## Lage und Beschreibung
Die Ortslage liegt auf einer Höhe von 267 m ü. NHN östlich der Gräfrather Straße im Wohnquartier Höhe im Stadtbezirk Vohwinkel. Benachbarte Ortslagen sind Freudenberg, Engelshöhe, Schlüssel, Halbenberg, Oberbracken, Bies, Dasnöckel und Roßkamp sowie Piepersberg und Haus Grünewald in Solingen.

## Geschichte
Kluse ist vor 1824 als Abspliss mit acht Hektar von Bracken entstanden.
Die Ortslage ist auf der Topographischen Aufnahme der Rheinlande von 1824 als ‚a. d. Cluse‘ verzeichnet. Auf der Karte von 1843 als ‚Cluse‘ und ab 1892 als ‚Kluse‘ beschriftet. Ab den Karten von 1963 ist Kluse nicht mehr verzeichnet. Eine Imbissbude erinnert mit dem Namen Kluser Grill an dieser Ortslage.
Kluse gehörte zur 1867 von Haan getrennten Bürgermeisterei Sonnborn, die 1888 unter Gebietsverlusten an Elberfeld in die Gemeinde Vohwinkel überging.
Im Gemeindelexikon für die Provinz Rheinland von 1888 werden 20 Wohnhäuser mit 180 Einwohnern angegeben.